# Сін Сон Мо
Сін Сон Мо (кор. 신성모, 申性模, Sin Seong-mo, Sin Sŏngmo; 20 жовтня 1891 — 29 травня 1960) — корейський військовик і політик, виконувач обов'язків прем'єр-міністра Республіки Корея (1950), міністр оборони під час Корейської війни.

## Біографія
Народився 1891 року, 1907 вступив на вечірнє відділення кафедри права коледжу Посун, 1910 року здобувши ступінь з права. В серпні того ж року був змушений виїхати до Владивостока, де приєднався до антияпонського визвольного руху під проводом Сін Чхе Хо.
1930 року Сін став капітаном судна, що здійснювало регулярні перевезення до Лондона та Індії. Коли у вересні 1940 року було сформовано Корейську визвольну армію, Тимчасовий уряд Республіки Корея призначив Сін Сон Мо на посаду військового комісара.
Повернувся на батьківщину 1948, де в грудні 1949 року його запросили до роботи в складі Вищої ради корейської молоді. Одразу після повернення до Кореї Сін Сон Мо було присвоєно звання адмірала. Після того він обіймав посади голови Корейської молодіжної команди та дорадчого комітету міністерства транспорту, також займав пост міністра внутрішніх справ. Того ж року його було призначено на посаду міністра оборони (вийшов у відставку 5 травня 1951).
21 квітня 1950 року після відставки Лі Пом Сока Сін Сон Мо доручили тимчасово зайняти пост прем'єр-міністра країни, який він займав до 22 листопада того ж року.
На початку Корейської війни під час засідання уряду Сін Сон Мо, який обіймав посаду міністра оборони, заявив, що не володіє ситуацією.
Він був членом Тимчасового урядового військового комітету, втім на відміну від Лі Пом Сока, Чжі Чхон Чхона, Кім Хон Іля та інших, Сін Сон Мо не мав досвіду командування бойовими діями, оскільки до того займався питаннями, пов'язаними з морськими суднами, та комунікаційною роботою. Але під час війни він зайняв позицію Командувача об'єднаного штабу.
Після кількох скандалів, пов'язаних з убивствами людей, а також через критику його здатності виконувати обов'язки міністра оборони Сін Сон Мо пішов у відставку, намагаючись таким чином уникнути відповідальності.
28 листопада 1956 року Сін зайняв пост декана Морського університету. За кілька років він важко захворів і помер від крововиливу в мозок 29 травня 1960 року.